# Рокицький Микола Андрійович
 Микола Андрійович Роки́цький (19 квітня 1901, Заріччя — 11 лютого 1944, Київ) — український радянський живописець; член Асоціації революційного мистецтва України.

## Біографія
Народився 6 [19] квітня 1901 року в селі Заріччі (нині Володимирського району Волинської області, Україна) у родині робітника-мельника. У 1912—1914 роках навчався у Володимир-Волинській гімназії; в 1920—1927 році — у Київському художньому інституті, був учнем Михайла Бойчука.

Могила Миколи Рокицького.

Помер в Києві 11 лютого 1944 року. Похований в Києві на Лук'янівському цвинтарі (ділянка № 32, ряд 14, місце 12).

## Творчість
картини
- «Яблуні» (1925);
- цикл «Доменний цех» (1929);
- «Оборона Луганська» (1932);
- «Похорон бойового товариша» (1935);

монументальні роботи
- фреска «Зміна» (1927, Київський художній інститут);
- розписи Селянського санаторію імені ВУЦВК в Одесі (1928, у співавторстві з Олександром Мизіним).

Створив картони для гобеленів (1930-ті).
Брав участь у виставках з 1927 року.

## Вшанування

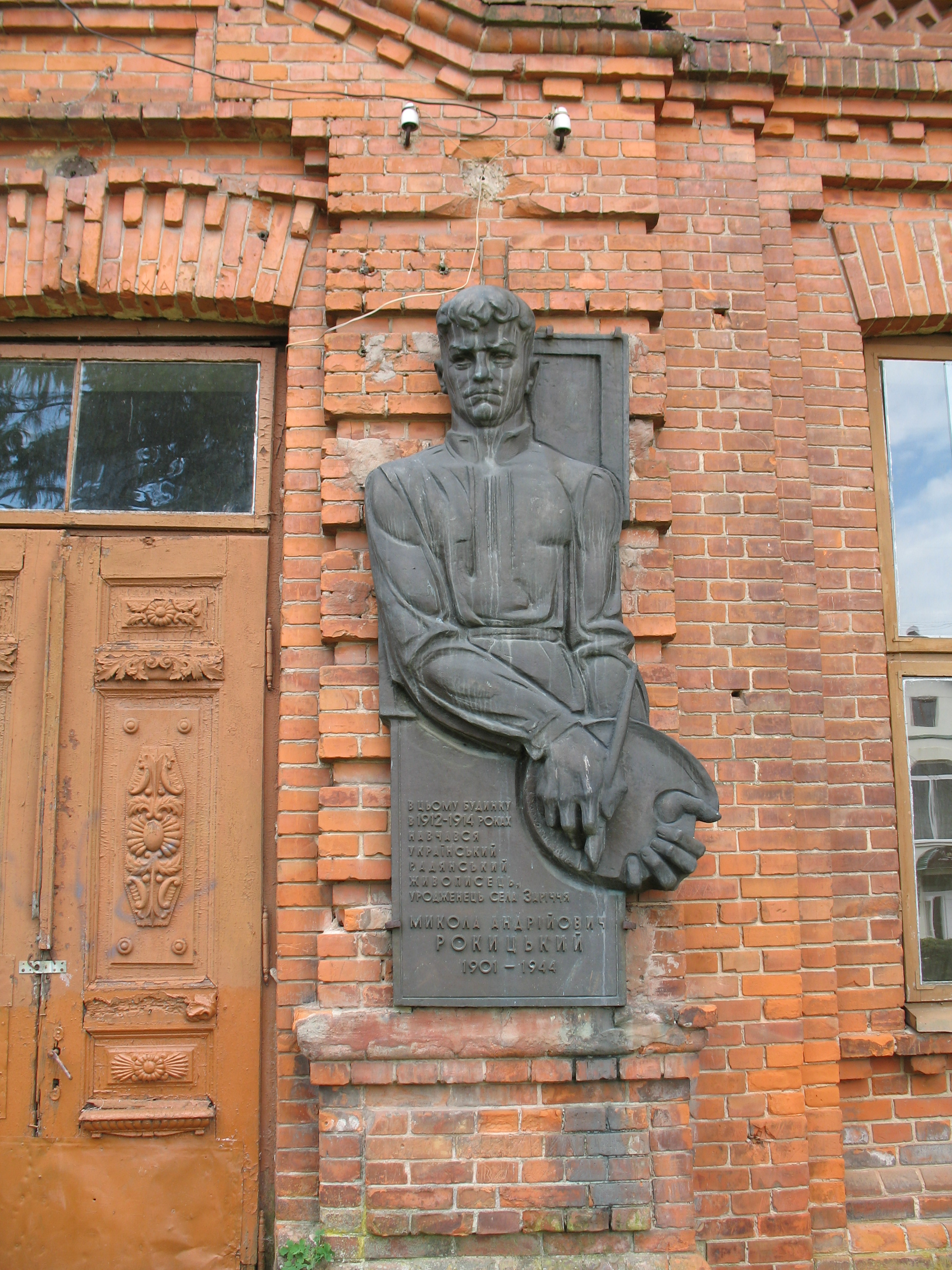
меморіальня дошка

- На фасаді Володимир-Волинської гімназії на вулиці Драгоманова, де у свій час навчався художник, встановлена меморіальна табличка з його барельєфом.
- У рідному селі Заріччі є вулиця Миколи Рокицького[1].